# جورج أ. تايلور
جورج أ. تايلور (بالإنجليزية: George A. Taylor)‏ هو عسكري أمريكي، ولد في 14 فبراير 1899 في فلات روك في الولايات المتحدة، وتوفي في 3 ديسمبر 1969 في بالو ألتو في الولايات المتحدة.